# Maisnières
Maisnières je francouzská obec v departementu Somme v regionu Hauts-de-France. V roce 2012 zde žilo 521 obyvatel.

## Poloha obce
Sousední obce jsou: Aigneville, Buigny-lès-Gamaches, Frettemeule, Tilloy-Floriville, Tours-en-Vimeu a Vismes.

## Vývoj počtu obyvatel
Počet obyvatel